# Fălcoiu
Fălcoiu es una comuna ubicada en el distrito de Olt, Rumania.

## Superficie
Posee una superficie de 48,74 kilómetros cuadrados.

## Demografía
Hasta 2021 la población era de 3446 habitantes, con una densidad de población de 70,70 habitantes por kilómetro cuadrado.